# PQ-4
PQ-4 — арктический конвой времён Второй мировой войны.
PQ-4 был отправлен в СССР 17 ноября 1941 года, от берегов Исландии со стратегическими грузами и военной техникой из США, и Великобритании. В его состав входило 8 грузовых судов (четыре британских и четыре советских). Его сопровождали крейсер и 2 эсминца, два тральщика и два вооруженных траулера. 28 ноября 1941 года он прибыл в Архангельск.
Конвой достиг своего места назначения в полном составе.